# Angolanska köket

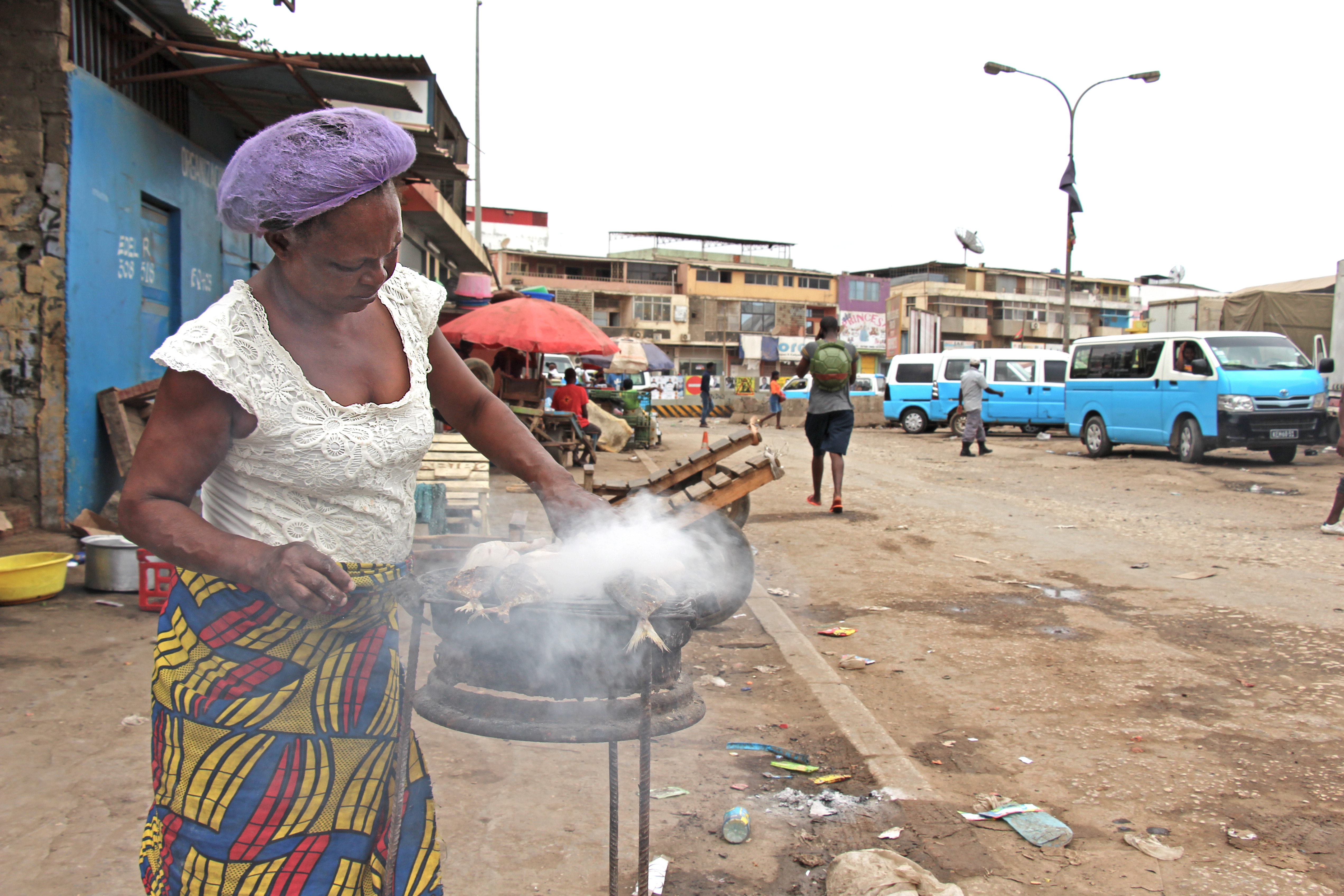
Streetfood

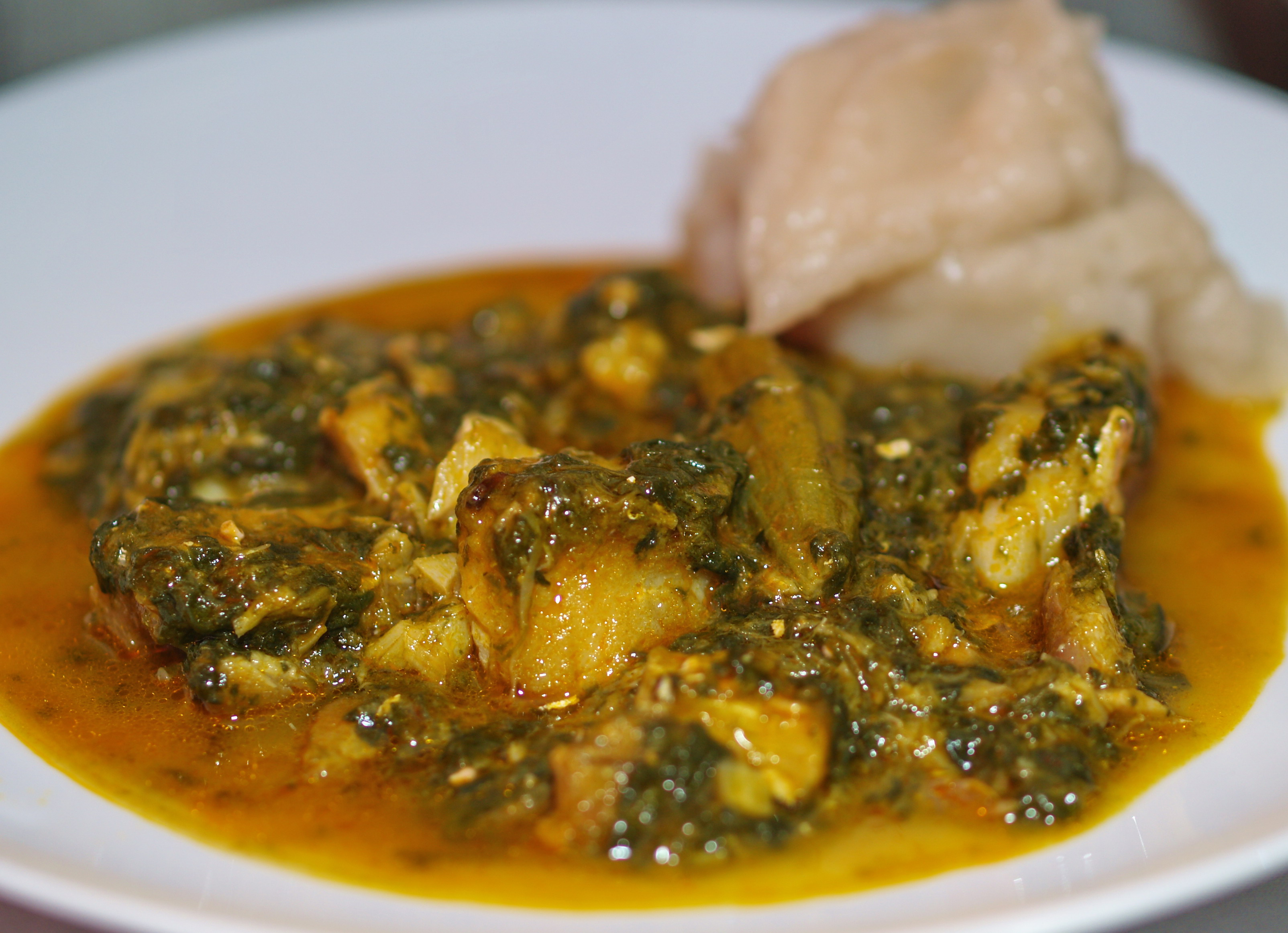
Den populära rätten Calulu.

Angolanska köket är den matkultur som finns i Angola. På grund av landets historia som en portugisisk koloni är maten kraftigt influerad av det portugisiska köket, samt Portugals övriga kolonier, såsom det brasilianska köket. Maten är varierande och smakrik, med stapelvaror som fisk, viltkött, mjöl, bönor och cassava som tillagas i grytor. Det finns mycket fisk och skaldjur, mycket beroende på landets kustnära läge. Hummer finns tillgängligt. Tropiska frukter är vanligt förekommande. Kaffeodling är en större inkomstkälla som exportvara, och de bördiga områdena i landet gör att jordbruket är en annan viktig inkomstkälla. Vitlök är en populär krydda, som gör rätterna kryddiga. Till maten serveras ofta såser.
Rätten cozido de bacalhau som är kall fisk med grönsaker är en typisk julrätt. Andra exempel på populära rätter är bönor stekta i palmolja och calulu, en rätt som kan göras på både torkat kött och fisk, och som serveras med de palmoljestekta bönorna. Kyckling muamba är en rätt med kyckling och okra. Som fisk är tilapian vanlig. Farofa, blandat maniokmjöl, olivolja, vatten och salt, serveras som tillbehör till många rätter.

## Drycker
Både alkoholhaltiga drycker och icke-alkoholhaltiga drycker är populära i Angola. Coca-Cola, Pepsi, Mirinda, Sprite och Fanta är populära läskedrycker. Många läskedrycker importeras, även om Angola har en stark inhemsk läskproduktion som har ökat alltjämt sedan inbördeskriget. Läskedrycker serveras ofta på tillställningar. Serveras alkohol är det oftast i form av öl, som dock oftare dricks på pubar. Majsöl, palmvin och vetemjölsdrycken kissangua är billigare och vänder sig till den bredare publiken. Caxi, destillerade potatis- och cassavaskal, och mongozo, ett palmnötsöl, är andra populära alkoholdrycker.